# Hrabstwo McHenry (Dakota Północna)

Piramida wieku hrabstwa

Hrabstwo McHenry (ang. McHenry County) to hrabstwo w stanie Dakota Północna w Stanach Zjednoczonych. Hrabstwo zajmuje powierzchnię lądową 4 853,87 km². Według szacunków US Census Bureau w roku 2006 liczyło 5 429 mieszkańców. Siedzibą hrabstwa jest miejscowość Towner.

## Miejscowości
- Anamoose
- Bergen
- Balfour
- Bantry
- Drake
- Deering
- Granville
- Kief
- Karlsruhe
- Towner
- Upham
- Velva
- Voltaire